# Самсонов, Александр Васильевич
Алекса́ндр Васи́льевич Самсо́нов (14 ноября 1859, Андреевка, Херсонская губерния — 30 августа 1914, Вилленберг, Пруссия) — русский государственный и военный деятель, генерал от кавалерии (1910), командующий 2-й армией во время Восточно-Прусской операции. По наиболее распространенной версии, покончил с собой после поражения при Танненберге.

## Биография
Родился в семье отставного поручика Василия Васильевича Самсонова и его жены Надежды Егоровны. Родители владели землями в Елисаветградском уезде. Окончил Владимирскую военную гимназию в Киеве (1875), Николаевское кавалерийское училище (1877), выпущен корнетом в 12-й гусарский Ахтырский полк.
Участник Русско-турецкой войны 1877—1878 годов. В 1884 году окончил Академию Генерального штаба. С 8 ноября 1884 года старший адъютант штаба 20-й пехотной дивизии, с 10 июля 1885 года по 4 февраля 1889 года — старший адъютант штаба Кавказской гренадерской дивизии. В 1887-88 годах командир эскадрона 24-го драгунского Лубенского полка. С 4 февраля 1889 года — столоначальник Главного управления Казачьих войск, с 11 марта 1890 года — штаб-офицер для поручений при штабе Варшавского военного округа. С 1 февраля 1893 года — штаб-офицер для особых поручений при командующем войсками Варшавского военного округа.
С 25 июля 1896 года — начальник Елисаветградского кавалерийского юнкерского училища. Около 8 лет прослужил его начальником. В то же время он был гласным Елисаветградского уездного земства и членом Елисаветградского городского комитета общества Красного Креста. Училищу в 1902 году был повышен уровень аккредитации, и оно стало вторым по значению (после столичного Николаевского) кавалерийским училищем Российской империи. Самсонов запомнился юнкерам как образованный военный, образцовый командир и справедливый администратор, непримиримо относившийся к неуставным взаимоотношениям и другим нарушениям воинской и христианской этики.

### Русско-японская война 1904—1905
В начале войны с Японией, 15 марта 1904 года, генерал-майор Самсонов принял командование Уссурийской конной бригадой. С первого своего боя — 17 мая под Юдзятунем — он приобрел репутацию идеального кавалерийского командира. Юдзятуньское столкновение вошло в историю как один из двух победоносных кавалерийских боев российско-японской войны, в котором казаки практически полностью уничтожили японский эскадрон за считанные минуты. Молниеносному успеху казаков в этом сражении способствовали их пики, против которых вооруженные саблями японцы оказались беспомощны. При Вафангоу конница генерала Самсонова осуществила обход 4-й японской дивизии, что решило судьбу битвы. Потом Самсонов участвовал в боях возле Сеньючена, под Гайчжоу и Ташичао (набег на Инкоу), в Ляоянской битве. Командуя фланговым отрядом, он отразил атаку японской гвардейской бригады, а во время отступления занял четырьмя сибирскими казачьими полками с конной батареей Яньтайскую позицию и удерживал её, пока русские корпуса организованно отходили на север. 2 сентября 1904 года Самсонов возглавил Сибирскую казачью дивизию. С ней он участвовал в кровопролитных битвах на р. Шахе, около д. Сандепу, под Мукденом. За заслуги в боях Самсонов был награждён золотым оружием, орденами св. Георгия 4-й степени, св. Анны 1-й степени с мечами, св. Станислава 1-й степени с мечами и получил чин генерал-лейтенанта.

### Мирное время
С 24 сентября 1905 года начальник штаба Варшавского военного округа, с 3 апреля 1907 года — наказной атаман Войска Донского, с 17 марта 1909 года — Туркестанский генерал-губернатор и командующий войсками Туркестанского военного округа и войсковым наказным атаманом Семиреченского казачьего войска. Талантливый администратор Самсонов наладил мирные отношения между русским и местным населением, активизировал просветительскую деятельность, содействовал развитию хлопководства, водоснабжения и орошения в крае. В 1910 году он был произведен в генералы от кавалерии.
После подавления Туркестанского восстания сапёров 1912 года заверил царя, что «пощады никому не будет», и, действительно, военный окружной суд под его руководством вынес жестокие приговоры всем участникам восстания.

### Первая мировая война
Летом 1914 года, прямо с Кавказа, где Самсонов с семьёй проводил отпуск, он направился в Варшаву принимать командование над 2-й армией. 19 июля (1 августа по новому стилю) 1914 года Германия объявила войну России. В Варшаве Самсонов встретился с командующим Северо-Западным фронтом Я. Г. Жилинским, который посвятил его в план предстоящих действий. На 2-ю армию возлагалась задача во взаимодействии с 1-й армией генерала П. Ренненкампфа осуществить наступательную Восточно-Прусскую операцию.
Немецкое командование осознавало пагубность войны на два фронта, поэтому был разработан план Шлиффена, предусматривающий молниеносный разгром французских войск прежде, чем русская армия успеет отмобилизоваться и перейти в наступление. В свою очередь, французский и русский генштабы разработали план, предусматривающий совместные согласованные действия в случае войны с Германией.
В случае нападения Германии на Францию русские мобилизационные расписания № 19 и № 20 предписывали Северо-Западному и Юго-Западному фронтам немедленный переход в наступление и перенесение войны на территорию соответственно Германии и Австро-Венгрии. Направление главного удара против Германии — от Нарева на Алленштейн — было определено ещё в 1912 году на переговорах Жилинского и Жоффра. На оперативно-стратегической игре, проведённой российским военным министерством и генштабом в апреле 1914 года, отрабатывалось вторжение в Восточную Пруссию силами двух армий Северо-Западного фронта с востока и юга.
23 июля Самсонов вступил в должность командующего 2-й армией, с которой попал в окружение в ходе Восточно-Прусской операции в результате ошибочных решений командующего Северо-Западным фронтом Жилинского и собственных просчетов. По замыслу операции, разработанному в Ставке под руководством верховного главнокомандующего великого князя Николая Николаевича, 1-й и 2-й армиям надлежало разгромить немецкую 8-ю армию, сосредоточенную в Восточной Пруссии. Самсонову было предписано двигаться от реки Нарев (на территории Польши) в обход Мазурских озёр на север, Ренненкампфу — от Немана на запад. Первой вступила в соприкосновение с противником армия Ренненкампфа, 4 августа она нанесла поражение передовому немецкому корпусу у Сталлупенена, 7-го во встречном сражении у Гумбиннен-Гольдапа заставила отступить основные силы 8-й немецкой армии.
Поражение при Гумбиннене создало реальную угрозу окружения 8-й германской армии, и вечером 20 августа Притвиц сообщил в генштаб о своём решении отойти за Вислу и попросил подкрепления для удержания фронта по этой реке. Однако этому решению воспротивилась германская Ставка и вопреки плану Шлиффена, который предполагал при неблагоприятном развитии событий на Восточном фронте отступать в глубь Германии, но ни в коем случае не снимать войск с Западного фронта, чтоб гарантированно разгромить Францию и избежать войны на два фронта, приняла решение Восточную Пруссию не сдавать и перебросить в помощь 8-й армии войска с Западного фронта (2 корпуса и конную дивизию).
21 августа Мольтке сместил Притвица и его начальника штаба генерала Вальдерзее и назначил на их место генерал-фельдмаршала Пауля фон Гинденбурга и генерала Эриха фон Людендорфа. Они прибыли в штаб 8-й армии 23 августа и одобрили план отражения русского наступления на Восточную Пруссию. Было принято решение, оставив 2,5 дивизии против 1-й русской армии Реннемкампфа, быстро, по рокадной железной дороге через Кёнигсберг, перебросить главные силы 8-й армии против 2-й русской армии Самсонова и попытаться разгромить её, до того как она соединится с частями 1-й армии. Однако реализация плана целиком зависела от действий армии Ренненкампфа, чьё быстрое продвижение на запад, по словам Людендорфа, делало бы манёвр немыслимым.
В это время командование Северо-Западным фронтом, обнаружив перед фронтом 1-й армии быстрое отступление немецких войск, решило, что немцы отходят за Вислу, сочло операцию выполненной и изменило для неё первоначальные задачи. Основные силы 1-й армии Ренненкампфа были направлены не навстречу 2-й армии Самсонова, а на отсечение Кёнигсберга, где по предположению комфронта укрылась часть 8-й армии, и на преследование «отступавших к Висле» немцев. Главком 2-й армии Самсонов, в свою очередь, решил перехватить «отступавших к Висле» немцев и настоял перед командованием фронта на перенесении главного удара своей армии с северного направления на северо-западное, что привело к тому, что русские армии стали наступать по расходящимся направлениям и между ними образовалась огромная брешь в 125 км.
Новое командование 8-й германской армии решило воспользоваться образовавшимся разрывом между русскими армиями, чтоб нанести фланговые удары по 2-й армии Самсонова, окружить её и уничтожить.
Таким образом, в этот период русская Ставка и командующие фронтом и армиями принимали решения, не основанные на реальной ситуации, и позволили противнику беспрепятственно перебросить почти все войска против 2-й армии, оставив против 1-й армии лишь слабый заслон.
13 августа 2-я армия натолкнулась на неожиданно сильное противодействие немцев. В этот день правофланговый 6-й корпус потерпел поражение под Бишофсбургом и начал отступление. На следующий день левофланговый 1-й корпус практически без боя отступил к югу от Сольдау; узнав об этом, Самсонов был вне себя от возмущения и отстранил командира корпуса Артамонова от должности. Положение 13-го, 15-го и 23-го корпусов, сражавшихся с немцами в центре и испытывавших сильнейшее давление противника, становилось угрожающим.
Переживая за их судьбу, Александр Васильевич 15 августа прибыл на передовую линию — в штаб 15-го корпуса генерала Мартоса. У него ещё были надежды на удачный прорыв корпусов к северу, навстречу Ренненкампфу, и на то, что 1-я армия уже начала активные действия в тылу наседавших немцев, но им не суждено было сбыться (потом Ренненкампфа долго будет преследовать молва о его преступной неторопливости). Прибыв на передовую и убедившись, что наступление противника уже не остановить, Самсонов имел возможность уехать назад, но не сделал этого. Бросить сражавшихся подчиненных, ему не позволили чувство долга и старые традиции русского воинства.
В 7 час. 15 мин. утра 15 (28) августа 1914 генерал Самсонов послал Главнокомандующему фронта телеграмму:
«1-й корпус, сильно расстроенный, вчера вечером, по приказанию ген. Артамонова, отступил к Иллову, оставив арьергард впереди Сольдау. Сейчас переезжаю в штаб XV-го корпуса Надрау для руководства наступающими корпусами. Аппарат Юза снимаю. Временно буду без связи с Вами»
Это решение привело к полной дезорганизации управления войсками 2-й армии. Генерал Н. Головин в своем исследовании оценивал это так:
«Это решение ген. Самсонова можно уподобить решению командира кавалерийского полка, становящегося во главе группы эскадронов для личного ведения быстротечной конной атаки. Насколько это не отвечает тем требованиям, которые предъявляются к современному управлению армией, нам кажется распространяться не нужно. Повторяем, что объяснение подобному поступку ген. Самсонова можно найти только в области его духовных переживаний. Но что является трудно объяснимым, это то, что выезд командующего армией вперед связывался с перерывом связи („аппарат Юза снимаю, временно буду без связи с Вами“). По-видимому, штабу 2-й армии — ибо вопрос о поддержании связи всецело входит в функции штаба — было неизвестно элементарное правило: уже работающая станция связи прекращает свою деятельность только после открытия новой станции, более отвечающей новому месту пребывания начальника. Невежество штаба армии вело к усугублению последствий решения ген. Самсонова выехать к XV-му корпусу. С его отъездом в Надрау кончилось управление армией. Катастрофа армии началась с этого момента»
"Даже оказавшись в мешке, 100 тысяч человек могли сжаться для мощного удара, но этого, увы, не произошло. Части не чувствовали локоть друг друга, пружина лопнула, и громадная сила оказалась иссеченной на фрагменты. Некоторые части были деморализованы общей неразберихой ещё до непосредственного соприкосновения с неприятелем. Они давно не получали питания, их изнурил длительный переход по пересеченной местности, их выводил из себя невидимый, отступающий, но явно владеющий ситуацией противник, проявляющий инициативу… Двадцать восьмого августа британский связной офицер при штабе русской второй армии Нокс присоединился к командующему Самсонову, близ дороги изучавшему в кругу офицеров карту местности. Внезапно Самсонов вскочил на коня и отправился в направлении 15-го корпуса, запретив Ноксу сопровождать его. Общее настроение было таково, что, если даже случится худшее, это все равно не повлияет на конечный исход войны. Офицеры вокруг говорили: «Сегодня удача на стороне противника, завтра она будет нашей»
(Генеральный штаб РККА. Сборник документов мировой войны на русском фронте. Маневренный период 1914 года: Восточно-Прусская операция, с. 556—559)
«Этот фатализм поразил Нокса не менее всего прочего. А происходило страшное и непоправимое. Худшее уже наступало. 29-го августа немецкие батальоны начали брать в плен изможденных и осоловевших от непонимания происходящего русских офицеров и солдат. Даже у штаба армии с казацким прикрытием была всего лишь одна карта и один компас. Да и в спокойном тылу генерал Жилинский так и не понял всей глубины происшедшего вплоть до 2 сентября»
(Богданович П. Н. «Вторжение в восточную Пруссию в августе 1914 года». Воспоминания офицера генерального штаба армии генерала Самсонова. Буэнос-Айрес, 1964, с.238)
Отступление флангов 2-й армии позволило немцам
перерезать трем русским корпусам путь назад, и вскоре они были окружены. Штаб армии во главе с Самсоновым, прорываясь из окружения, двинулся в направлении на Янов. Александр Васильевич находился в тяжелейшем моральном состоянии. По свидетельству начальника штаба генерала Постовского, Самсонов 15-го и 16-го числа не раз говорил, что его жизнь, как военного деятеля, кончена. Как вспоминал один его сослуживец полковник М. Н. Грязнов:
«В конце августа 1914 года, я увидел не бравого генерала, сидящего чертом на боевом коне, а человеческую развалину»
Генералу Александру Васильевичу Самсонову суждено было стать известным не громкой победой, а сокрушительным поражением. Возможно, судьба была несправедлива к военачальнику с блестящей карьерой, но именно её трагический финал сделал его бессмертным.
По словам начальника Генштаба Я. Г. Жилинского,
«Если поведение и распоряжения генерала Самсонова, как полководца, заслуживают сурового осуждения, то поведение его, как воина, было достойное; он лично под огнем руководил боем и, не желая пережить поражение, покончил жизнь самоубийством»

### Смерть
При выходе из окружения близ города Вилленберга (Willenberg; ныне Вельбарк, Варминско-Мазурское воеводство, Польша) Александр Васильевич Самсонов погиб. Версий о том, как окончились его дни, существует несколько. Наиболее распространена версия, что он застрелился возле молочной фермы Каролиненгоф в окрестностях Вилленберга.
«Обращаясь к своему штабу, Самсонов горестно сказал: „Император верил мне. Как же я смогу посмотреть ему в лицо после такого несчастья?“. Ещё три дня назад в его руках была четверть миллиона элитных войск России. Жестоко страдая от астмы, посерев от несчастья, генерал отошел от сопровождавших его офицеров и застрелился в лесу».
(Уткин А. И. «Первая мировая война»)

## Воспоминания и версии современников о обстоятельствах его гибели
Довольно подробно описывает последние часы жизни Самсонова его начальник штаба генерал Постовский, в своих воспоминаниях:
«Около 12-ти часов дня 16 (29) августа 1914 генерал Самсонов оставил 2-ю дивизию и поехал к Виленбергу, где рассчитывал найти 6-й корпус. По дороге на всех переправах болотистых речек встречались германские части с пулеметами. В одном из болотистых дефиле Командующий армией приказал своему казачьему конвою атаковать пулеметы. Казаков повел в атаку храбрый полковник генерального штаба Вялов. К сожалению, атака не удалась. Подъехав к Виленбергу, ген. Самсонов нашел город занятым германцами. Казаки конвоя понемногу оставили Командующего армией, который к вечеру остался в лесу близ Виленберга с 7 офицерами Генерального Штаба и одним ординарцем рядовым. Было необходимо ночью выбраться из сферы расположения противника. Верхом это было невозможно. С наступлением полной темноты группа офицеров с командующим армией двинулась пешком болотами и лесами, встречая часто разъезды противника и его стрелков. Ещё подъезжая к Виленбергу ген. Самсонов потребовал от меня не мешать ему покончить с собою и отказался от своего намерения только после горячего протеста со стороны сопровождавших его офицеров. Около часу ночи группа, после короткого отдыха в лесу, двинулась для продолжения пути, но ген. Самсонов скрылся от своих спутников. Вскоре в лесу раздался выстрел. Все поняли, что этим выстрелом покончил жизнь благородный Командующей армией, не пожелавший пережить постигшего его армию несчастья. Вся группа офицеров решила остаться на месте до утра, чтобы при свете дня найти тело начальника и вынести его из вражеского расположения. К сожалению, это не удалось. С первым лучом восходящего солнца подошли германские стрелки и открыли по офицерам огонь. Поиски тела ген. Самсонова пришлось прекратить»
Существует и ещё одна версия смерти Самсонова. Со слов одного из офицеров, выходивших из окружения, он в последний раз видел своего командующего на опушке леса, склонившимся над картой.
«Вдруг громадный столб дыма окутал наш штаб. Один из снарядов ударился в ствол дерева, разорвался и убил генерала на месте…»
Историк Н. Евсеев рисует иную версию последних действий командующего:
«После отдачи приказа об отходе центральных корпусов командующий армией с группой штабных офицеров направился через Мушакен (de:Muschaken) в Янов (de:Janowo (Powiat Nidzicki)). Последующие действия командующего и его штаба так описаны офицерами штаба армии… При выходе из д. Саддек (Sadde[c]k, 53°23′26″ с. ш. 20°44′01″ в. д.) ехавший впереди разъезд казаков конвоя был обстрелян пулеметами. Конвой командующего армией состоял из донских казаков, частью второй, частью третьей очереди…
Командующий армией со своим штабом оказывался отрезанным: все направления отхода в тыл были заняты противником. Оставалось либо пробиваться силой, либо пробираться скрытно. От первого решения командующий армией отказался, так как, не имея под рукой никаких войск, кроме остатков наполовину разбежавшейся сотни, рассчитывать на успех открытого прорыва было трудно. „С такой ордой мы не пройдем“ — говорил он.
С другой стороны, представлялось сравнительно нетрудным пробраться сквозь неприятельские отряды, расположенные на путях отхода армии, пользуясь темнотой, лесистой местностью, а также и расположением к нам местных жителей-поляков. Командующий армией, остановившись на этом решении, приказал казакам пробираться отдельно от штаба.
В исходе 8-го часа вечера командующий армией со своим штабом, отделившись от казаков, перешел пешком в лесок к югу от шоссе Вилленберг — Канвизен (Kannwiesen, 53°24′06″ с. ш. 20°46′30″ в. д.), где было решено дождаться наступления темноты. Вместе с ген. Самсоновым находились генералы Постовский и Филимонов, полковники Вялов и Лебедев, подполковник Андогский, штабс-капитан Дюсиметьер, пор. Кавершенский, а также есаул Донского войска, фамилия коего неизвестна, и канонир 11-й конной батареи Купчак (Купчик), состоявший при Самсонове вестовым. С наступлением темноты все двинулись в путь в направлении на Хоржеле. Двигаясь гуськом, преимущественно лесом, направление держали по компасу. Во втором часу ночи дошли до леса, что у д. Каролиненгоф (53°21′58″ с. ш. 20°52′36″ в. д.); здесь решили сделать привал и отдохнуть. После получасового отдыха все встали и двинулись в путь. Ночь была совершенно темная. Ни луны, ни звезд на небе из-за туч не было видно. Все шли друг другу в затылок, причем ген. Самсонов шел обыкновенно в середине. Вследствие темноты приходилось часто останавливаться для проверки по светящемуся компасу правильности направления, причем все обыкновенно собирались к идущему в голове, где и совещались о дальнейшем движении. Тут же происходила и перекличка. На одной из таких остановок было замечено отсутствие командующего войсками. Немедленно все пошли обратным путём по направлению к месту привала. По пути негромко звали командующего армией, подавали свистки. Таким образом, прошли весь путь обратно до места привала, но ген. Самсонова не нашли. Тогда повернули обратно. Снова прошли весь путь до места последней остановки, а затем вторично вернулись к месту привала, но поиски все оставались безуспешными. Тогда решили остановиться у валежника, находившегося около места привала, и оттуда продолжать искать группами в разных направлениях, но так как при этом чуть не потеряли друг друга, то поиски было решено отложить до рассвета.
На рассвете снова принялись искать. Бесплодные двухчасовые поиски были прерваны огнём противника, открытым с опушки леса с двух сторон. Пришлось сперва укрыться в лесу, а затем и отойти, по указанию местных жителей-поляков, в том направлении, которое оставалось единственно свободным от немецких патрулей.
Преследуемые огнём то с той, то с другой стороны и обстрелянные пулеметом с автомобиля, крейсировавшего по шоссе, чины штаба подошли к д. Монтвиц (pl:Mącice), где встретили 2 эскадрона 6-го Глуховского драг. полка и 2 сотни 6-го каз. полка, прорывавшиеся со штандартами обоих полков к д. Зарембы (pl:Zaręby (powiat przasnyski)). Присоединившись к ним, чины штаба и продолжали дальнейшее движение».

## Поиск могилы
Долгое время обстоятельства и место смерти А. В. Самсонова были неизвестны. Разумеется, родные, и в первую очередь жена, Екатерина Александровна, не верили в его смерть и надеялись, что он жив. Но в списках пленных, полученных из официальных источников, Самсонова не было. Первым розыски генерала по просьбе Екатерины Александровны начал бывший председатель Государственной Думы А. И. Гучков. Он определил место поиска около городка Гросс-Пивниц (de:Groß Piwnitz), но до окончания своей командировки не получил разрешение от немецких властей на обследование этой территории и вернулся в Россию.
Вдове погибшего генерала, оставшейся с 15-летним сыном и 12-летней дочерью, была выделена пенсия в размере 10 645 рублей в год. Екатерина Александровна Самсонова, как и многие другие благородные женщины, была сестрой милосердия. Она работала в госпитале Елисаветградской общины Красного Креста и просила в соответствующем порядке разрешения поехать в Германию на поиски мужа. Наконец, в августе 1915 года, она получила командировку в Германию для осмотра лагерей военнопленных в качестве представителя Международного общества Красного Креста. Екатерина Самсонова в течение двух месяцев тщательно выполняла миссию проверки соблюдения немцами международных соглашений в отношении к военнопленным, чем вызвала уважение и даже опасения немцев. О своей работе она отчиталась. После выполнения официального поручения Е. А. Самсонова с разрешения немецких властей отправилась из Берлина в городок Гросс-Пивниц, что в Восточной Пруссии, в окрестностях которого, по предположениям Гучкова, нужно было искать тело генерала. Екатерина Александровна в сопровождении немецкого офицера несколько дней опрашивала местных крестьян, пока не узнала, что в конце лета прошлого года в лесу случайно был найден труп русского офицера. Описать приметы убитого крестьяне не смогли, но вспомнили, что подкладка его шинели была красного цвета, то есть генеральская, и посоветовали обратиться к местному мельнику, который участвовал в погребении найденного и даже снял с него некоторые вещи.
Екатерина Александровна разыскала мельника, и тот передал ей снятый с тела похороненного им генерала золотой медальон, на котором была выгравирована надпись «Помни о насъ», а внутри находился групповой портрет — Екатерина Александровна с детьми Владимиром и Верой. Сомнений больше не осталось, вдова генерала немедленно наняла людей и вместе с мельником пошла в лес, где после непродолжительных поисков могила была найдена, останки эксгумированы и положены в герметичный гроб.
3 ноября гроб с телом генерала Самсонова в сопровождении Екатерины Александровны был отправлен из Берлина в Стокгольм, оттуда — в Петроград. 21 ноября в 15 часов траурный поезд со специальным вагоном прибыл в Елисаветград. Его встречали 54-я Херсонская пешая дружина в полном боевом снаряжении со своим духовым оркестром, юнкера и преподаватели кавалерийского училища во главе с начальником генерал-майором В. Г. Лишиным, председатель земской управы И. А. Ковалев, городской голова Г. И. Волохин и многие другие. Ровно в 19 часов, по команде «на караул», под исполнение оркестром гимна «Коль Славен» из вагона вынесли массивный дубовый гроб, покрытый серебряным глазетом. В 20 часов после панихиды гроб под звуки гимна был занесен в вагон, около которого поставили почетный караул.

## Перезахоронение
22 ноября в 6 часов 20 минут траурный вагон был прицеплен к свободному от пассажиров поезду, который следовал через Елисаветград до станции Плетёный Ташлык. Оттуда уже на лошадях гроб с телом А. В. Самсонова перевезли в родовое имение. Погребение состоялось в семейном склепе Самсоновых около церкви святых Иоакима и Анны в селе Акимовка, которое находится через реку от села Егоровка.
Со временем склеп был разграблен, а гробы А. В. Самсонова и его родных разбиты. Позже усыпальницу, украшенную снаружи мраморной аллегорической скульптурой, полностью разрушили и сравняли с землёй.

## Память
13 февраля 2002 года, накануне дня рождения А. В. Самсонова (по новому стилю), на месте его погребения, которое теперь оказалось во дворе Акимовской общеобразовательной школы, был открыт памятный знак в виде креста из красного гранита. Инициировали и осуществили установление знака Акимовская сельская община и Кировоградское областное историко-культурологическое общество «Ойкумена».

## Мнения о Самсонове
В историографии предпринимались попытки объяснить действия Самсонова. Великий князь Александр Михайлович в книге «Мои воспоминания», в частности, писал: «То, что мировая общественность назвала „победой Жоффра на Марне“, на самом деле было жертвой 150-тысячной русской армии генерала Самсонова, сознательно брошенной в расставленную Людендорфом ловушку».
По мнению историка К. Пахалюка, основная вина за поражение в Восточной Пруссии лежит на Я. Г. Жилинском, тогда как Самсонов и Ренненкампф — «действительно талантливые офицеры, и будь у них в руках корпус или дивизия, они были бы гениями. То есть, мы бы о них говорили только положительно. Но оказавшись во главе армий, они были не на своем месте».

## Награды
- Орден Святой Анны 4-й степени (1877)
- Орден Святого Станислава 3-й степени (1880)
- Орден Святой Анны 3-й степени (1885)
- Орден Святого Станислава 2-й степени (1889)
- Орден Святой Анны 2-й степени (1892)
- Орден Святого Владимира 4-й степени (1896)
- Cербский орден Таковского креста 3-го класса (1898)
- Орден Святого Владимира 3-й степени (1900)
- Орден Святого Станислава 1-й степени с мечами (18.11.1904)
- Орден Святой Анны 1-й степени с мечами (31.03.1905)
- Французский орден Почётного Легиона (1905)
- Золотое оружие с надписью «За храбрость» (12.02.1906)
- Орден Святого Владимира 2-й степени (1906)
- Орден Святого Георгия 4-й степени (27.01.1907)
- Орден Белого орла (06.12.1909)
- Орден Святого Александра Невского (06.12. 1913)